# Economia da República Democrática do Congo

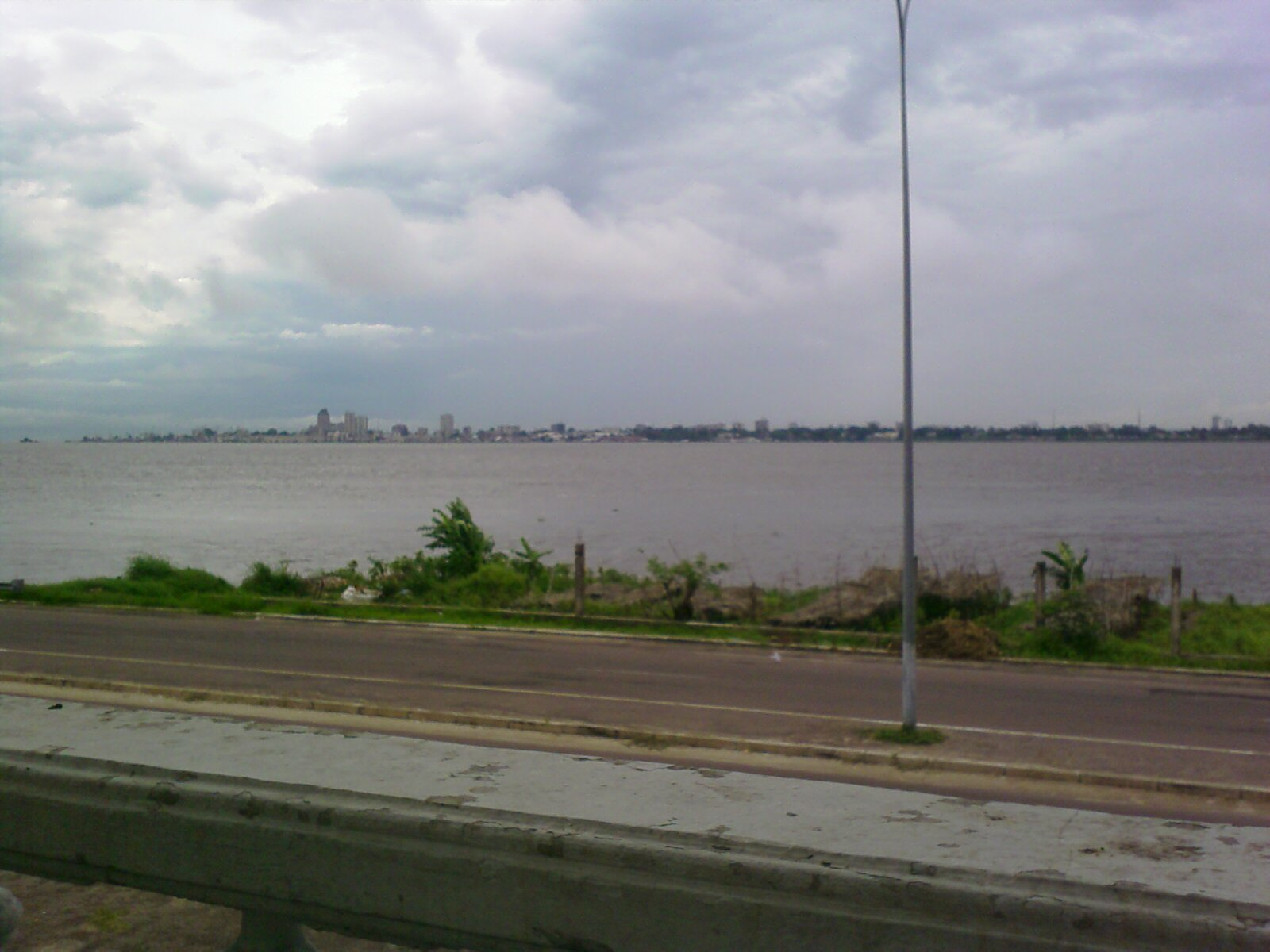
Quinxassa vista de Brazavile, duas capitais separadas pelo rio Congo.

A República Democrática do Congo é uma nação que possui uma vasta riqueza potencial que declinou drasticamente desde os meados da década de 1980. Os dois recentes conflitos, que se iniciaram em 1996, reduziram dramaticamente a produção nacional e as receitas do governo, aumentaram a dívida externa e resultaram em talvez uns 3,8 milhões de vítimas, entre as vítimas diretas, as causadas pela fome e as devidas as doenças.
As empresas estrangeiras retraíram-se devido à incerteza quanto ao resultado dos conflitos, à falta de infraestruturas e ao difícil ambiente empresarial. A guerra intensificou o impacto de problemas básicos como uma moldura legal incerta, corrupção, inflação e falta de abertura nas políticas económicas e operações financeiras do governo. As condições melhoraram no fim de 2002 com a retirada de uma grande percentagem das tropas estrangeiras presentes no país. Algumas missões do FMI e do Banco Mundial reuniram-se com o governo para ajudá-lo a desenvolver um plano econômico coerente, e o presidente Joseph Kabila começou a implementar reformas. Muita da atividade econômica fica de fora dos dados do PIB. A região congolesa de Catanga possui alguns dos melhores depósitos mundiais de cobre e cobalto. Outras áreas do país possuem fontes ricas de minerais diversos, incluindo diamantes, ouro, ferro e urânio. Após anos de guerras, ditaduras e tumultos, porém, a infraestrutura do Congo ou está em ruínas ou é inexistente, e as operações de extração estão produzindo apenas uma fração de seu potencial.

## Comércio exterior
Em 2020, o país foi o 94º maior exportador do mundo (US $ 7,5 bilhões). Na soma de bens e serviços exportados, chega a US $ 15,1 bilhões, ficando em 87º lugar mundial. Já nas importações, em 2019, foi o 110º maior importador do mundo: US $ 6,6 bilhões. Os Estados Unidos tem investido fortemente na economia do país, mais especificamente na mineração.

## Setor primário

### Agricultura

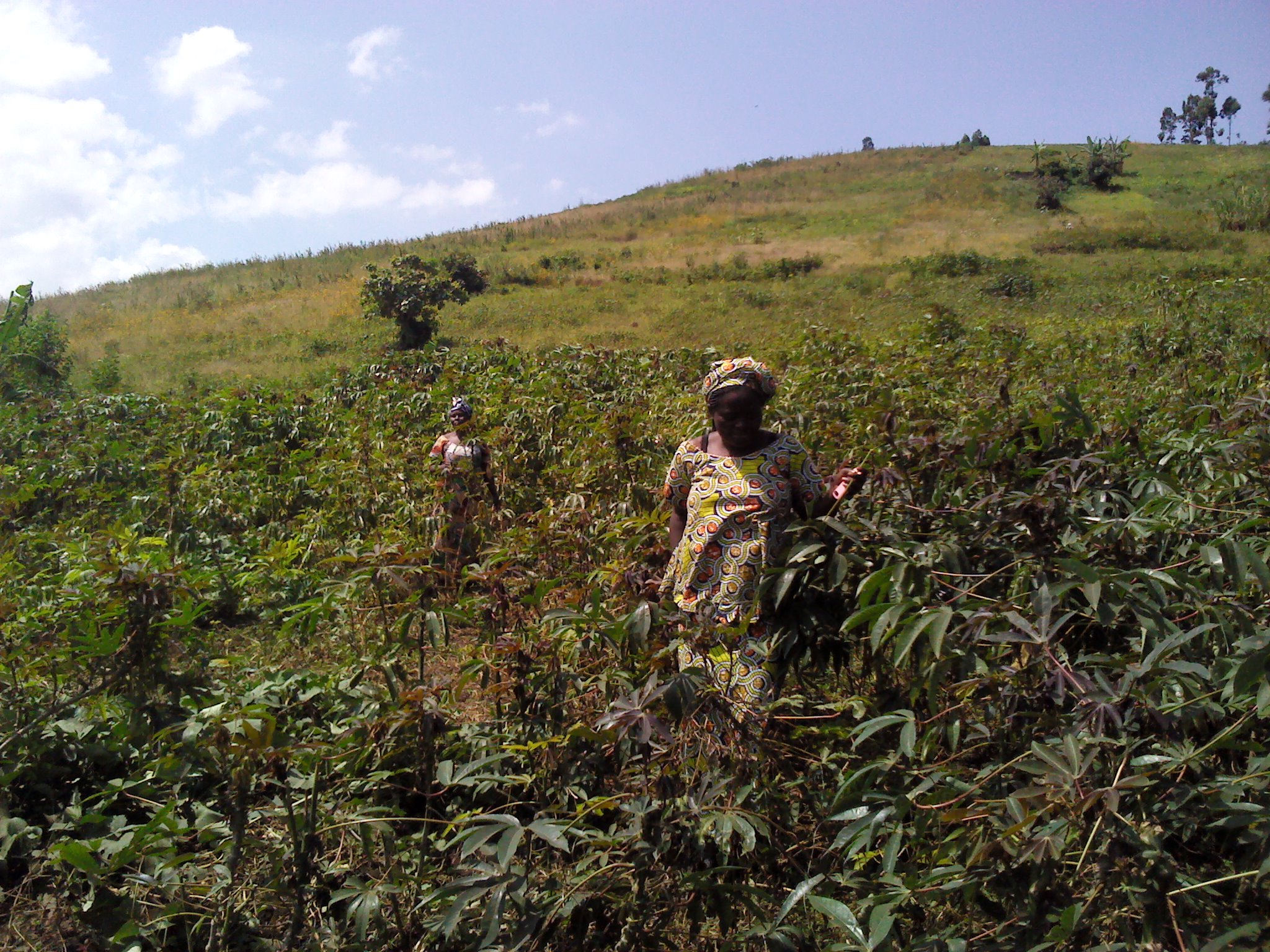
Cultivo de mandioca.

A economia congolesa baseia-se na exploração de recursos minerais, sobretudo cobalto, cobre e diamantes, apesar do declínio experimentado pelo setor com os conflitos internos recentes. O país tem grande potencial hidrelétrico, além de abundância de recursos madeireiros e agrícolas (café, cacau, dendê). Entre 1991 e 2001, a situação econômica deteriorou-se progressivamente, com índice negativo de crescimento anual médio do PIB – menos 6,7 %. Em 2002, registrou-se crescimento de 3%, muito embora a desagregação experimentada pela economia nos últimos anos tenda a comprometer a confiabilidade dos dados macroeconômicos. Dessa forma, os dados numéricos apresentados a seguir são meramente indicativos.
A agricultura representava, em 2000, 55% do PIB, contrastando com uma participação de 25% em 1985. Antes dominado por grandes multinacionais, dedicadas aos cultivos de cacau, café e dendê, o setor baseia-se cada vez mais na agricultura de subsistência. O setor industrial encontra-se decadente, havendo-se reduzido sua participação no PIB de 33%, em 1980, para 11% em 2000. Como resultado da falta de investimentos, escassez de divisas e baixa demanda, o que restou do parque industrial congolês opera com mais de 60% de capacidade ociosa.
Estima-se que aproximadamente 70% da força de trabalho estão desempregados, sobrevivendo graças ao setor informal da economia que, além da agricultura de subsistência, inclui toda uma gama de atividades nas áreas de comércio, transportes e serviços em geral. Em 2000, o setor de serviços teria respondido por 34% do PIB.
A República Democrática do Congo produziu, em 2018:
- 29,9 milhões de toneladas de mandioca (3º maior produtor do mundo, perdendo apenas para Nigéria e Tailândia);
- 4,7 milhões de toneladas de plantain, ou banana-da-terra (maior produtor do mundo);
- 2 milhões de toneladas de milho;
- 1,1 milhão de toneladas de óleo de palma;
- 990 mil toneladas de arroz;
- 384 mil toneladas de batata doce;
- 309 mil toneladas de banana;
- 307 mil toneladas de amendoim;
- 213 mil toneladas de manga (incluindo mangostim e goiaba);
- 213 mil toneladas de mamão;
- 205 mil toneladas de feijão;
- 186 mil toneladas de abacaxi;
- 168 mil toneladas de laranja;
- 101 mil toneladas de batata;

Além de produções menores de outros produtos agrícolas, como café (29 mil toneladas), cacau (3,6 mil toneladas) e borracha natural (14 mil toneladas).

### Pecuária
Na pecuária, a República Democrática do Congo produziu, em 2019: 89 mil toneladas de carne de caça; 26 mil toneladas de carne suína; 20 mil toneladas de carne bovina; 16 mil toneladas de carne de cabra;
10 mil toneladas de carne de frango; 7,9 milhões de litros de leite de vaca, entre outros.

## Setor secundário

### Indústria
O Banco Mundial lista os principais países produtores a cada ano, com base no valor total da produção. Pela lista de 2019, a República Democrática do Congo tinha a 69ª indústria mais valiosa do mundo (US $ 10,0 bilhões).

### Mineração
Em 2019, o país era o maior produtor mundial de cobalto, o maior produtor mundial de tântalo, o 4º maior produtor mundial de cobre e o 7º maior produtor mundial de estanho.
Na produção de ouro, entre 2015 e 2017, o país produziu 37 toneladas por ano.

### Energia
Nas energias não-renováveis, em 2020, o país era o 63º maior produtor de petróleo do mundo, extraindo 23 mil barris/dia. Em 2011, o país consumia 10 mil barris/dia (152º maior consumidor do mundo)  Em 2015, a República Democrática do Congo era o 94º maior produtor mundial de gás natural, com uma produção quase nula.
Nas energias renováveis, em 2020, a República Democrática do Congo não tinha energia eólica nem energia solar.